# Sundgau

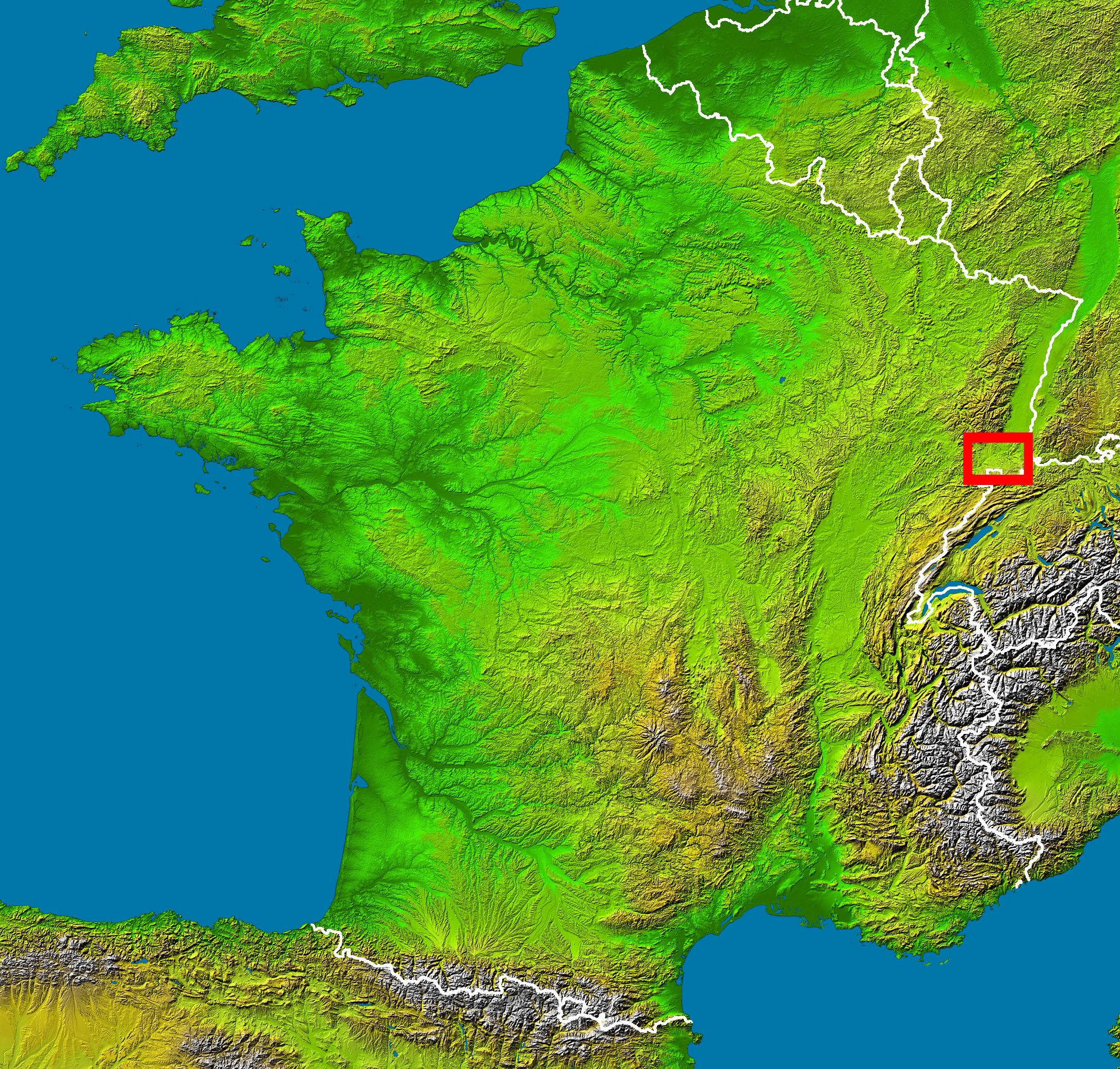
Położenie krainy na tle Francji

Sundgau – kraina historyczna we wschodniej Francji, w południowej Alzacji, na terenie współczesnego departamentu Górny Ren, położona na południe od Miluzy, w pobliżu granicy szwajcarskiej. Głównym miastem krainy jest Altkirch.
Obszar przez długi czas był posiadłością Habsburgów, do Francji przyłączony został w 1648 roku na mocy pokoju westfalskiego.